# David Finkel
David Finkel (1955) è un giornalista statunitense.
Nel 2006 ha vinto il Premio Pulitzer per i suoi articoli sui rapporti tra Stati Uniti e Yemen pubblicati sul Washington Post.
Oltre che in Kosovo e in Afghanistan, ha lavorato come corrispondente in Iraq, pubblicando nel 2009 il libro I bravi soldati, vincitore del Premio Alex 2010.
Il libro documenta lo schieramento del 2º battaglione, 16º reggimento fanteria a Baghdad, coinvolto nell'azione del 12 luglio 2007, in cui circa dodici civili iracheni sono stati uccisi da due elicotteri Apache americani come mostrato nel video diffuso da WikiLeaks nel 2010 Collateral Murder.